# Geografia da Albânia

Relevo da Albânia.

A Geografia da Albânia é caracterizada principalmente por um relevo montanhoso. Esse é um país de beleza natural diversificada, marcado por uma geografia única que combina uma costa espetacular com cadeias montanhosas impressionantes. Essa localização privilegiada entre o Mar Adriático e os Bálcãs contribui para a rica herança cultural e paisagística do país. A maior montanha (2753 metros) é a Korab. Na planície costeira, o clima é temperado com verões frios e secos e no inverno, muito calor. Nas partes mais altas, muitas vezes, ocorrem mais de 2.000 milímetros de chuva e neva anualmente.

## Características
Principais características geográficas da Albânia:
1. Linha Costeira do Mar Adriático: A costa albanesa, banhada pelo Mar Adriático, estende-se por aproximadamente 476 quilômetros, oferecendo praias intocadas, enseadas isoladas e águas cristalinas. Esta região é um destino popular para o turismo de praia e oferece oportunidades para atividades como mergulho, vela e banhos de sol.
2. Montanhas dos Bálcãs: O interior da Albânia é dominado pelas majestosas Montanhas dos Bálcãs, que abrangem grande parte do país. Esta cordilheira oferece paisagens deslumbrantes, picos nevados, vales verdejantes e uma variedade de flora e fauna. O ponto mais alto do país, o Monte Korab, está localizado nesta região.
3. Planícies e Vales: Entre as montanhas, estendem-se planícies férteis e vales pitorescos, onde a agricultura é praticada há séculos. Essas áreas são pontilhadas por vilarejos tradicionais, campos agrícolas e rios sinuosos, criando uma paisagem rural encantadora.
4. Lagos e Rios: A Albânia é pontilhada por diversos lagos e rios, que desempenham um papel importante na vida cotidiana e na ecologia do país. O Lago Shkodra, compartilhado com Montenegro, é o maior lago da região dos Bálcãs e oferece habitats importantes para aves aquáticas e vida selvagem.

## Localização
A Albânia situa-se na região dos Balcãs, na Europa oriental, coordenadas geográficas 41º 00' N, 20º 00' E . Está localizada estrategicamente no estreito de Otranto (que liga o mar Adriático ao mar Jónico e ao mar Mediterrâneo).
- Área total: 28 748 km²

## Dados gerais
Recursos naturais
- petróleo, gás natural, carvão, crómio, cobre, madeira, níquel e força hidroeléctrica (Energia hidroelétrica).

Uso da terra
- - terra arável - 21%
  - cultivo permanente - 5%
  - pastagens permanentes - 15%
  - florestas - 38%
  - outros - 21% (estimativas de 1993)
- Terra irrigada: 3 400 km² (est. de 1998)

## A vida vegetal e animal
Grande parte da Albânia já foi coberta por florestas, mas da vegetação original agora resta apenas uma fração como resultado de séculos de exploração madeireira e de pastoreio. Muitas áreas são apenas cobertos com arbustos. A floresta remanescente é constituída principalmente de carvalhos , faias e pinheiros. O reflorestamento é um alvo primário do governo.

## Fronteiras
A Albânia possui 720 km de fronteiras, fazendo fronteira com Sérvia e Montenegro - (287 km no total, sendo 114 km com a Sérvia e 173 km com o Montenegro), Grécia (282 km) e Macedónia (151 km).
Somente ao longo da costa da Albânia fronteiras coincidem com as formações naturais da paisagem. Os limites foram estabelecidos, em princípio, na Conferência Embaixadores em Londres 1912 - 1913. Eles foram criados pelas potências em 1921 , depois de o país ser ocupado durante a Primeira Guerra Mundial pela Itália, Sérvia, Grécia e França. O princípio básico é que as áreas habitadas por albaneses pertencem à Albânia e nacionalidades arredores também têm as suas próprias áreas distintas, tais como os macedônios na Macedónia e montenegrinos em Montenegro. O distrito do Lago Valioso, na Macedônia Ocidental, que tinha uma mistura das populações , foi dividido entre a Albânia, a Grécia e a Jugoslávia.
Ele levou em conta as necessidades econômicas locais, tais como as aldeias terem acesso a suas áreas de pastagem.
Para a divisão da área de grandes lagos do leste do que é hoje a Albânia, no meio havia uma preocupação de que todos os países teriam algumas das imediações das planícies. Esta divisão artificial necessariamente afetou a fronteira norte e sul. 
Na parte norte da Albânia e nas montanhas do nordeste que liga a fronteira com a montanha e segue os picos mais altos da serra pelo inacessível Alpes Nordalbanska, em albanês Bjeshkët Namunës. Não há virtualmente nenhum limite natural destas montanhas com o mar Adriático. Mas o Lago Scutari e uma parte do rio Buna foram usados como a fronteira albanesa para o noroeste. Sul e sudoeste, a partir do distrito do lago para o mar Jónico é o país da fronteira com o nordeste em desacordo com as linhas naturais da paisagem e cruza vários cordões em vez de segui-los.

## Relevo
A Albânia possui 27 398 km² de área terrestre, sendo a maioria de terreno montanhoso ou de colinas.
- Terreno: (Maja e Korabit no Mali Korabit) em Golem - 2 753 m

Pontos extremos
A montanha mais elevada atinge 2 753 m acima do nível do mar.

## Clima
A maior parte da Albânia tem um clima continental temperado suave, com invernos frescos nublados e úmidos; e verões quentes limpos e secos. O interior do país é mais frio e mais úmido.

## Meio ambiente
A Albânia sofre de alguns perigos naturais, como sismos destrutivos, e tsunamis que ocorrem ao longo da costa sudoeste. Os problemas causados pelo homem são a desflorestação, erosão dos solos e poluição das águas devido a efluentes industriais e domésticos.
O país faz parte de vários acordos internacionais :
- Biodiversidade
- Mudanças Climáticas
- Resíduos Perigosos
- Protecção da Camada de Ozono
- Zonas Húmidas

## Hidrografia
A Albânia possui 1 350 km² de área marítima, com 362 km de costa, e suas águas territoriais chegam a 12 milhas náuticas.
- plataforma continental - até à profundidade de 200 m, ou até á profundidade de exploração

Lagos
- Lago Ohrid - É o lago principal, situado na fronteira com a Macedônia. Este lago é alimentado pelas águas do rio Drin, cujas barragens fornecem 80% da energia elétrica do país.
- Lago Scutari - Na fronteira com a Sérvia e Montenegro (Montenegro).
- Lago Prespa - Na fronteira com a Macedônia e a Grécia.

Principais rios
- rio Drin
- rio Drinii Zi
- rio Mat
- rio Shkumbin
- rio Devoli
- rio Seman
- rio Vijosë

## Vegetação

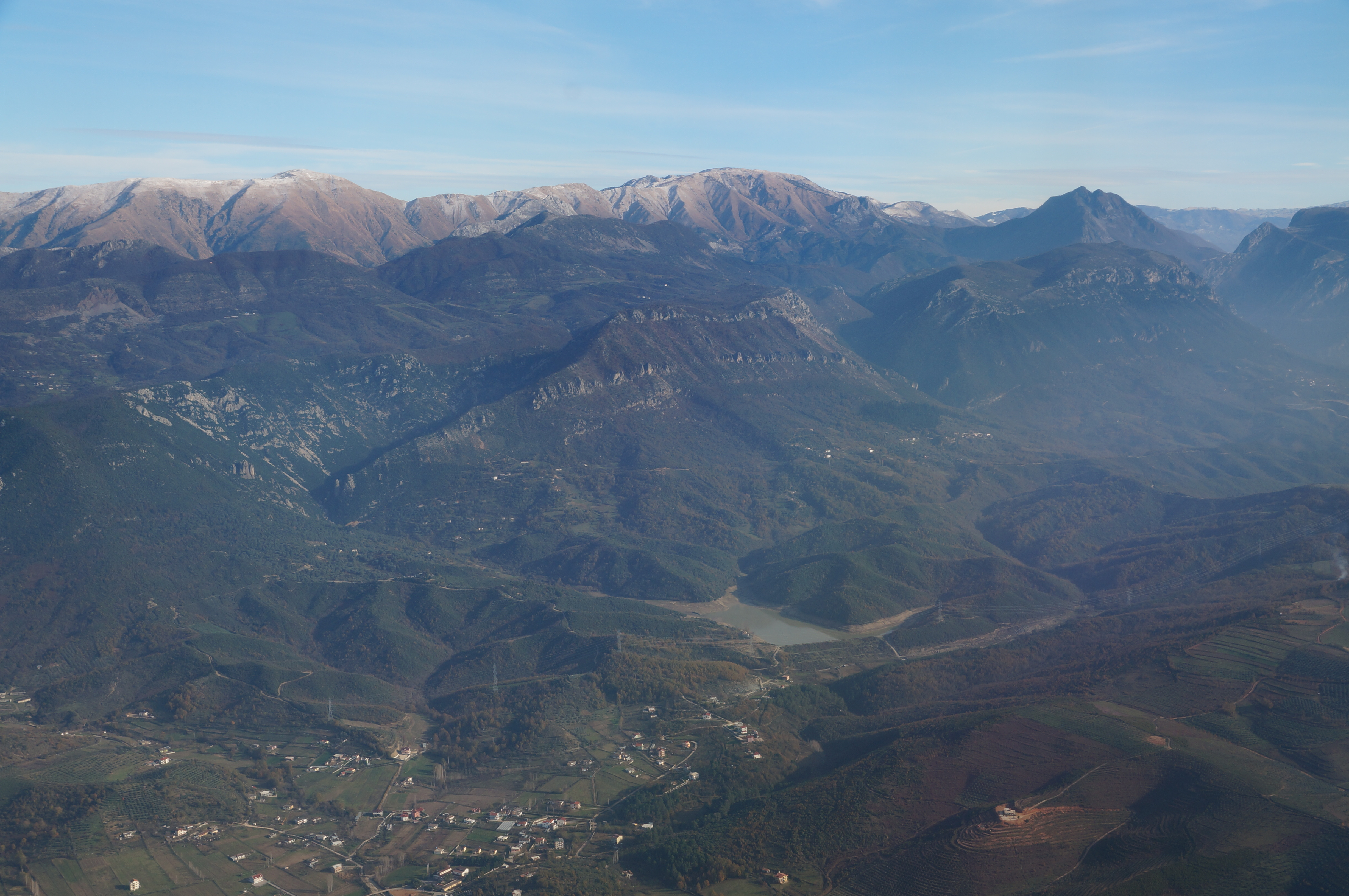
Vegetação montanhosa da Albânia.

A Albânia, localizada na região dos Bálcãs, possui uma rica diversidade de vegetação devido à sua variedade de paisagens, condições climáticas e história geológica. Essa diversidade resulta em uma paisagem vegetal que varia desde florestas exuberantes até áreas de vegetação rasteira e montanhosa.

## Recursos Naturais
A geografia da Albânia oferece uma variedade de recursos naturais, incluindo solos férteis, recursos hídricos abundantes, florestas exuberantes e uma costa rica em vida marinha. Estes recursos têm sido historicamente importantes para a agricultura, pesca, turismo e indústria do país.

## Desafios Ambientais
Apesar de sua beleza natural, a Albânia enfrenta desafios ambientais, como poluição do ar e da água, desmatamento, erosão do solo e pressões sobre os ecossistemas costeiros. A gestão sustentável dos recursos naturais e a conservação do meio ambiente são questões importantes para o futuro do país.